# Vitreux
Vitreux é uma comuna francesa na região administrativa de Borgonha-Franco-Condado, no departamento de Jura. Estende-se por uma área de 7,85 km². Em 2010 a comuna tinha 287 habitantes (densidade: 36,6 hab./km²).